# Kakkonto
Kakkonto é uma bebida à base de plantas com origem na medicina tradicional chinesa. 